# Freziera spathulifolia
Freziera spathulifolia är en tvåhjärtbladig växtart som först beskrevs av Melch., och fick sitt nu gällande namn av Clarence Emmeren Kobuski. Freziera spathulifolia ingår i släktet Freziera och familjen Pentaphylacaceae. Inga underarter finns listade i Catalogue of Life.